# Donald Sterling
Donald Tokowitz Sterling, ursprungligen Tokowitz, född 26 april 1934 i Chicago, är en amerikansk företagsledare och advokat. Han ägde mellan år 1981-2014 basketlaget Los Angeles Clippers i den amerikanska professionella basketligan NBA  vilket gjorde honom till den mest långvariga ägaren av ett lag i NBA någonsin.
Sterling byggde upp en förmögenhet genom sin advokatverksamhet och byggde upp en stor advokatbyrå. Han investerade även i fastigheter. 
29 april 2014 blev Sterling avstängd på livstid av NBA och tilldömdes en bot på 2,5 miljoner amerikanska dollar till ligan efter att det släppts inspelningar där Sterling gör rasistiska uttalanden. 